# Neorealisme
El neorealisme italià fou un moviment cinematogràfic sorgit un cop finalitzada la Segona Guerra Mundial. L'objectiu d'aquest moviment va ser reflectir el dia a dia de la gent treballadora del país, amb els seus problemes i misèries. Amb aquest objectiu, en algunes de les produccions es va decidir no comptar amb actors professionals, no utilitzar decorats sinó localitzacions reals i prescindir d'il·luminació artificial, per tal que el que es veiés en pantalla fos el més semblant al que es podia trobar a la realitat.

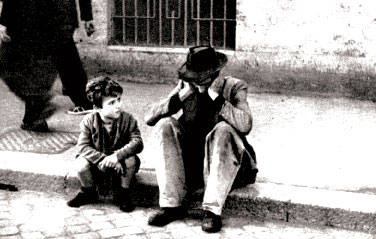
Fotograma de Ladri di biciclette (1948) de Vittorio De Sica

## Orígens i evolució
L'origen del terme es troba el 1943 i es deu al guionista i crític cinematogràfic Humberto Barbaro per designar un moviment cinematogràfic, més que una escola. Aquest corrent cinematogràfic va tenir el seu germen inicial en un grup de crítics de la revista Cinema, publicada durant la dictadura feixista de Mussolini. Alguns d'aquests joves provenien del Centro Sperimentale di Roma, fundat l'any 1935, dirigit per Luigi Chiarini, qui també va dirigir la revista de cinema Bianco e Nero. Entre aquests joves es trobaven Michelangelo Antonioni, Luchino Visconti, Gianni Puccini, Giuseppe de Santis i Pietro Ingrao. La revista Cinema, per la seva banda, estava dirigida pel fill del que va ser dictador d'Itàlia, pel que els temes polítics eren totalment deixats de banda. La revista atacava directament les grans produccions de l'època i defensava un cinema italià que seguís els principis utilitzats pels escriptors del realisme.
El neorealisme va ser influït directament pel realisme poètic francès. Aquesta influència es pot trobar en les diferents col·laboracions entre Visconti i Antonioni amb Jean Renoir. I, per si no n'hi hagués prou, molts d'aquests realitzadors neorealistes van treballar en films cal·ligrafistes, tot i ser un corrent prou diferent del que ells van acabar produint. Algunes de les obres que s'agafen d'aquest moviment italià són Toni (Renoir, 1935) i 1860 (Blasetti, 1960). En l'obra d'aquest darrer i en els documentals de Francesco De Robertis, hi ha molts elements que després trobarem en el neorealisme.
La fi del neorealisme és la fi de la postguerra i acaba amb la nova generació posterior a la Segona Guerra Mundial. L'entrada del nou capital al país fa que la situació econòmica i social millori i provoca que els principis en els que es basava el moviment quedin obsolets. El dia a dia ja no és aquella odissea per la que havien de passar els ciutadans. En instaurar-se la democràcia, els punts de vista es multipliquen i ja no és tan fàcil oferir una visió "objectiva" de la realitat com pretenien els realitzadors neorealistes.
Es considera Umberto D. com el darrer film del període neorealista. Per aquesta obra el seu director, Vittorio de Sica, va rebre fortes crítiques.

## Característiques
El moviment neorealista, no té cap contingut polític intrínsec. Això distorsionaria la seva màxima d'oferir una imatge "objectiva" de la realitat. Una de les característiques que li són més pròpies a aquest moviment és la posada en escena i el tractament que li donaven a les escenes dialogades. Per a l'ideòleg d'aquest moviment, Cesare Zavattini, el cinema hauria d'explicar el que és l'aventura d'un home, fins al punt de poder explicar en un film de 90 minuts, la vida d'un home al que no li passés res de res. En la relació al cinema clàssic de Hollywood manifesta una crisi de la imatge-acció, en favor de la imatge-temps. Els temes centrals giren entorn la pobresa, l'anonimat, les dures condicions de vida, la desocupació, l'ocupació nazi, la misèria i destrucció. És així com les pel·lícules s'estableixen com un document històric, el qual revela la vida italiana a la postguerra. Per tal de d'aprofundir en la realitat es fa ús de conceptes com la profunditat de camp i el muntatge sintètic, juntament amb el rodatge a exterior amb llum natural i la contractació indiscriminada d'actors no professionals. Aquesta naturalitat donava lloc a diàlegs més naturals i directes amb la possible pràctica de dialectes italians. Ressalten els temps morts, seqüències mancades de continuïtat narrativa o la impossibilitat de mostrar happy endings. Una de les majors novetats va ser la de narrar en present, com a conseqüència de la presa de consciència dels fets històrics i socials. Manifesten un to crític i de protesta davant de les imatges que presenten.

### Principis teòrics
1. Voluntat de donar al cinema un nou esperit democràtic i apropar el mitjà a la gent del carrer.
2. Refús de la caritat i la compassió, a la vegada que la gratuïtat a l'hora de realitzar judicis morals.
3. Hi té un fort pes el recent passat feixista del país.
4. Una barreja de cristianisme i marxisme humanista.
5. Més importància a les emocions que al plantejament d'esquemes ideològics.

### Principis estètics
1. Evitar les trames i històries d'un cinema més accessible i clàssic en favor de plantejaments més durs on es vegi reflectida la dura realitat dels seus protagonistes.
2. Elecció d'una estètica documental
3. Ús de localitzacions reals, no sets de rodatge, en part perquè a causa de la guerra estaven destruïts.
4. Ús d'actors no professionals per als papers principals.
5. Ús del llenguatge col·loquial, no del literari.
6. Refús de l'artifici, ja sigui en l'edició, rodatge o il·luminació en favor d'un estil més lliure.

## Obres i realitzadors més destacats
L'obra neorealista per excel·lència i que inaugura el moviment cinematogràfic és Roma, ciutat oberta (1945) de Roberto Rossellini, amb guió de Federico Fellini. No és, però, la més important, hi ha d'altres com les realitzades per Vittorio de Sica, Sciuscià (1946), El lladre de bicicletes (1948), Umberto D. (1952). En el cas de De Sica, la seva obra El lladre de bicicletes és considerada, per molts crítics fins al dia d'avui, com el millor film de la història del cinema.

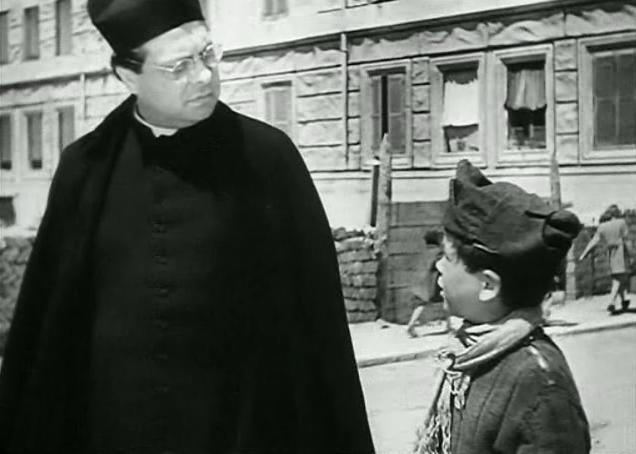
Fotograma de Roma, città aperta (1945) de Roberto Rossellini

Per la seva banda, Rossellini, a més de Roma, ciutat oberta (1945) també va realitzar Paisà (1946), Alemanya, any zero (1948) o Stromboli (1950). Les tres primeres conformen la trilogia de la guerra, la darrera ja la protagonitza Ingrid Bergman, amb qui va mantenir una relació sentimental. Fet que li va comportar no pocs problemes, a la protagonista de Casablanca, amb la moral de l'època de Hollywood. L'altre film també a destacar, però per la duresa del seu contingut és Alemanya, any zero (1948), en què es tracta la postguerra de la Segona Guerra Mundial a Alemanya. La història és vista a través dels ulls d'un nen, element que l'autor ja havia utilitzat a Roma, ciutat oberta, i es mostra la destrucció de la ciutat de Berlín i com la gent ha de refer la seva vida després de la terrible guerra que acaba d'arrasar mig Europa.
Un altre dels títols destacats és La strada (1954) de Federico Fellini. En aquesta obra, el director de Roma (1972) utilitza elements del cinema mut en el personatge de Gelsomina, interpretat per l'actriu Giulietta Massina, a qui Fellini va fer veure films de Chaplin perquè agafés l'expressivitat dels grans genis del cinema mut. La pel·lícula fou nominada a l'Oscar al millor guió i es va endur el premi a la millor pel·lícula de parla no anglesa l'any 1957. A més, va ser el treball que va donar a conèixer al seu director a nivell mundial.
El cas de Fellini, dins del neorealisme, és un cas a part, ja que el realitzador de Armarcord (1973), va iniciar la seva carrera cinematogràfica per anar, a poc a poc, prenent distància dels seus principis per anar desenvolupament un llenguatge més propi i diferenciat.

## Precursors
Alguns dels autors que es consideren precursors d'aquest moviment són Nino Martoglio, amb el film Sperduti nel buio (1914), Gustavo Serena, amb l'obra Assunta Spina (1915) o Raffaello Matarazzo, autor de Treno popolare (1933). La més propera a l'inici del moviment Ossessione (1943) de Luchino Visconti. Aquest film està basat en una novel·la negra d'origen estatunidenc en què es veuen les influències de l'autor francès Jean Renoir i va ser prohibit pel règim feixista poc després de la seva estrena.

## Filmografia
- Roma, ciutat oberta (Roberto Rossellini, 1945)
- Sciuscià (Vittorio De Sica, 1946)
- Paisà (Roberto Rossellini, 1946)
- Alemanya, any zero (Roberto Rossellini, 1948)
- El lladre de bicicletes (Vittorio De Sica, 1948)
- La terra tremola (Luchino Visconti, 1948)
- Riso Amaro (Giuseppe De Santis, 1949)
- Stromboli terra di Dio (Roberto Rossellini, 1950)
- Umberto D. (Vittorio De Sica, 1952) — filmat el 1951, però estrenat el 1952. Molts historiadors del cine daten el final del moviment neorealista amb els atacs públics que va rebre aquesta pel·lícula.[6]
- La strada (Federico Fellini, 1954)

## Realitzadors
- Vittorio De Sica
- Federico Fellini
- Roberto Rossellini
- Luchino Visconti
- Cesare Zavattini